# Passiflora seemannii
Passiflora seemannii Griseb. – gatunek rośliny z rodziny męczennicowatych (Passifloraceae Juss. ex Kunth in Humb.). Występuje naturalnie na Jamajce, w Ameryce Środkowej, Kolumbii oraz Wenezueli. 

## Morfologia
PokrójZdrewniałe, trwałe, owłosione liany.
LiściePotrójnie klapowane, sercowate u podstawy. Mają 7–15 cm długości oraz 5–11 cm szerokości. Całobrzegie, z ostrym wierzchołkiem. Ogonek liściowy jest owłosiony i ma długość 30–90 mm. Przylistki są liniowe o długości 9–14 mm.
KwiatyPojedyncze. Działki kielicha są owalnie lancetowate, mają 2,5–4 cm długości. Płatki są podłużne, mają 2–3,5 cm długości. Przykoronek ułożony jest w dwóch rzędach, biało-fioletowy, ma 14–30 mm długości.
OwoceSą jajowatego kształtu. Mają 5 cm długości i 3,5 cm średnicy.

## Biologia i ekologia
Występuje na nieużytkach, polach uprawnych i skrajach lasów na wysokości do 500 m n.p.m.